# Sex Pistols
Sex Pistols je anglická punková kapela založená v Londýně v roce 1975. Kapelu původně tvořili zpěvák Johnny Rotten, kytarista Steve Jones, bubeník Paul Cook a baskytarista Glen Matlock. Matlock z kapely odešel v roce 1977 a nahradil jej Sid Vicious. Ačkoliv kapela existovala pouze tři roky, vydala čtyři singly a natočila jedno studiové album, BBC ji označila za „nejlepší anglickou punkovou kapelu“. Sex Pistols jsou často označováni za iniciátory punkového hnutí ve Velké Británii a prvního generačního rozdílu uvnitř rock n' rollu.
Sex Pistols se objevili jako odpověď na to, co bylo považováno za neškodný progressive rock a pop music poloviny 70. let. Kapela vyvolala během své krátké kariéry mnoho kontroverzí, které upoutaly Anglii, ale často zastínily jejich hudbu. Jejich vystoupení neustále čelila problémům s úřady a často končila pohromami a výtržnostmi. Singl God Save the Queen z roku 1977, který byl vydán tak, aby kolidoval s 25. výročím Alžběty II. na britském trůnu, je často považován za útok na Britskou monarchii a britský nacionalismus
Kapela se rozpadla v roce 1978 uprostřed bouřlivého turné ve Spojených státech, ale v roce 1996 se opět sjednotila pro turné „Filthy Lucre“, později i pro turné v letech 2002 a 2003. Dne 24. února 2006 byli Sex Pistols slavnostně uvedeni do Rock and Roll Hall of Fame, ale ceremoniálu se odmítli zúčastnit a muzeum nazvali „močí ve víně“.
Sex Pistols byli první lidé, kteří v televizi řekli sprosté slovo[zdroj?].

## Historie

### Začátky
Sex Pistols se vyvinuli z kapely The Strand, která vznikla v roce 1972 a jejímiž členy byli zpěvák Steve Jones, bubeník Paul Cook a kytarista Wally Nightingale. Mezi členy prvních sestav patřil také Jim Mackin a baskytaristé Stephen Hayes a později Del Noones. Od roku 1973 členové kapely trávili čas u obchodu Dona Lettse „Acme Attractions“ a u luxusnějšího "Let It Rock" na Kings Road, v Chelsea. „Let It Rock“ patřil bývalému manažerovi New York Dolls Malcolmu McLarenovi a jeho přítelkyni Vivienne Westwoodové. Obchod se specializoval na „anti-módu“ a prodávaly se tam závěsy, fetišistické zboží a potrhaná trička, která později zpopularizovalo punkové hnutí. Jak poznamenal Rotten: „Malcolm a Vivienne byli ukázkovým párem šibalů: Prodali by vše, jakéhokoliv stylu, jen aby na tom vydělali.“ Obchod se stal hlavním místem punkové scény a svedl dohromady mnoho jejích nejznámějších členů, mezi nimiž byli Jordan, Soo Catwoman (obě pracovaly v obchodě jako prodavačky), Captain Sensibile, Sid Vicious, Jah Wobble, Gene October, Mick Jones, Tony James a Marco Pirroni. Všichni s odporem reagovali na převládající módu dlouhých vlasů a rozevlátých džínů začátku 70. let (pravděpodobně se inspirovali britskou pouliční mládeží, takzvaní Bootboys, kteří byli pozůstatkem po "první vlně skinheads"). V té době se McLaren stal manažerem kapely.
Kapela se přejmenovala na „The Swankers“ a začala zkoušet ve studiu Crunchy Forg poblíž londýnských doků. V roce 1974 poprvé koncertovali a to v Tom Salter's Café v Londýně. Noones byl z kapely vyhozen krátce poté pro svou neschopnost a neochotu chodit na zkoušky.

### Johnny Rotten vstupuje do kapely

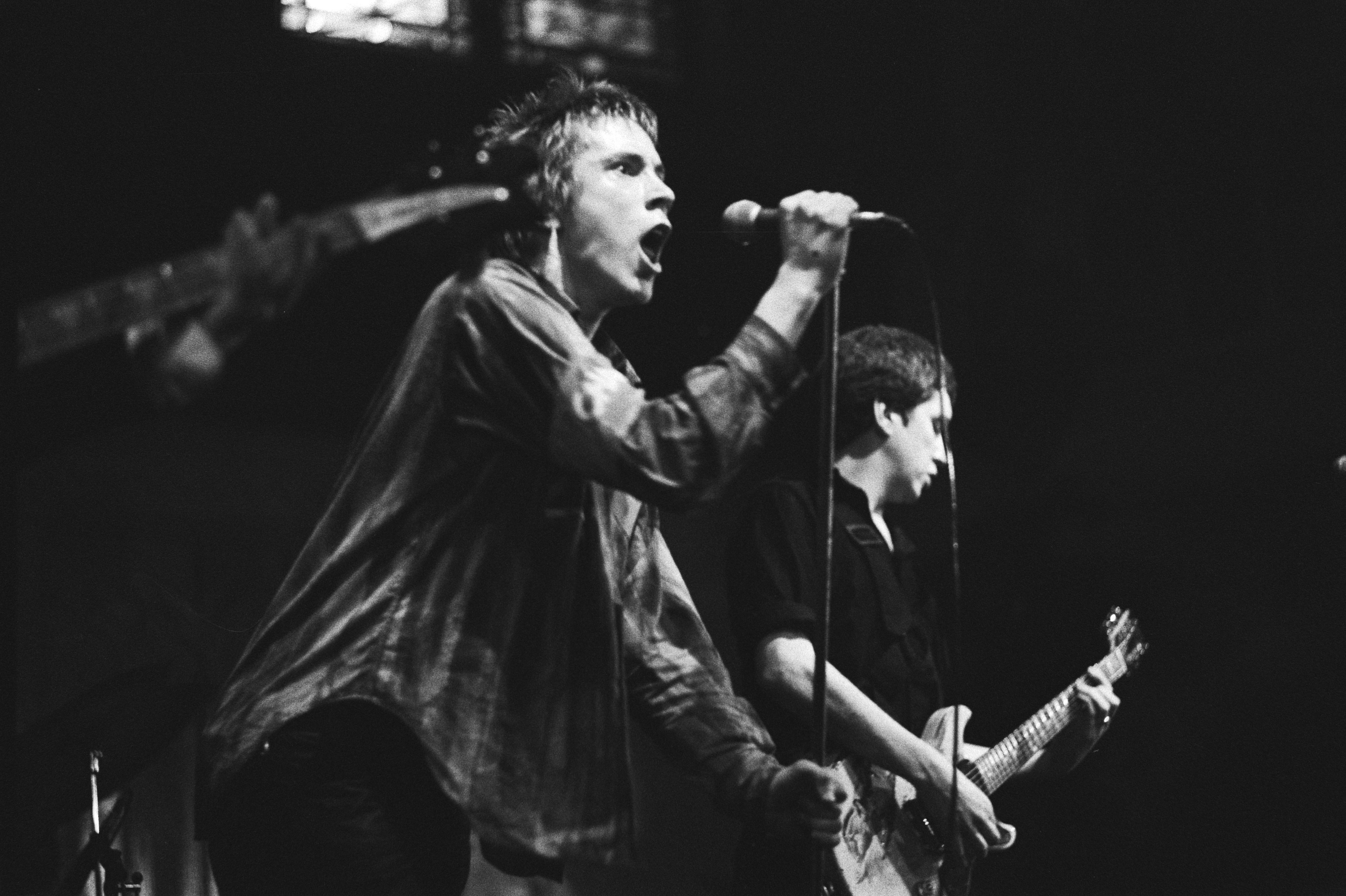
Johnny Rotten a Steve Jones v roce 1977

Glen Matlock byl vybrán jako baskytarista na začátku roku 1975. Ve stejné době se Jones a Nightingale začali hádat o hudebním směřování kapely a Nightingale brzy poté odešel. V srpnu 1975 si Jones v McLarenově butiku, který byl mezitím přejmenován na SEX, všiml Johna Lydona, později známého jako Johnny Rotten. Jak řekl Jones: "Měl zelené vlasy. Myslím, že měl opravdu zajímavou tvář. Líbil se mi jeho vzhled. Měl tričko 'Nesnáším Pink Floyd'. Na Johnovi bylo něco zvláštního, ale když mluvil, byl opravdový kretén – ale chytrý." Ačkoliv nikdy předtím o zpívání neuvažoval, byl Rotten požádán, aby se stal zpěvákem kapely. Rotten a jeho přátelé (mezi nimi i členové Bromley Contingent Siouxsie Sioux, Soo Catwoman, Steve Severin a Billy Idol), tehdy nosili potrhaná trička a sadomasochismem inspirované oblečení, které prodávala Vivienne Westwoodová. Tato móda se rychle rozšířila mezi fanoušky kapely.
Novinář Nick Kent z NME si občas s kapelou zahrál, ale po Rottenově příchodu s tím skončil. Rotten tvrdí: „Když jsem přišel, podíval jsem se na něj a řekl jsem: 'Ne. Ten musí jít.' Od té doby o mně nic dobrého nenapsal.“ Rotten představil ostatní členy newyorským kapelám jako byli The Modern Lovers a New York Dolls a kapela začala hrát coververze písní od Iggyho Popa a Small Faces.
Po Kentově odchodu, začal Cook cítit, že Jones možná není schopný hrát sám na kytaru, takže dal inzerát na dalšího „mladého nadějného kytaristu“. Na inzerát odpověděl Steve New, hrál s kapelou několik týdnů, ale krátce poté odešel.
Mezi první McLarenova rozhodnutí jako manažera patřilo přejmenování kapely. Uvažovanými názvy byly například „Le Bomb“, „Subterraneans“, „Beyond“ a „Teenage Novel“. Kapela se nakonec přejmenovala na Sex Pistols a pod tímto názvem poprvé vystoupila 6. listopadu 1975 na Saint Martins College, ale publikum je vypískalo dříve než dokončili první píseň. Vystoupení zorganizoval Matlock, který tam tehdy studoval. Následovala další vystoupení na universitách a uměleckých školách v okolí Londýna. Na začátku roku 1976 začali mít i větší vystoupení, například v 100 Clubu, nebo v The Nashville. Dne 3. září 1976 Sex Pistols poprvé koncertovali mimo Británii, a to na otevření Club De Chalet Du Lac v Paříži. Jejich první větší turné po Británii brzy následovalo, trvalo od poloviny září do začátku října.

### EMI a incident s Grundym
Po ukázkovém vystoupení na prvním londýnském punkovém festivalu v 100 Club na Oxford Street v září 1976 Sex Pistols podepsali smlouvu s EMI. První jejich singl „Anarchy in the U.K.“, vydaný 26. listopadu 1976, sloužil jako vyjádření jejich záměrů – bylo plné humoru, zlosti a vnitřní energie. Přes všeobecný dojem, že punkové kapely neuměly hrát na nástroje, soudobé hudební kritiky a živé nahrávky odhalují, že Sex Pistols byla zdatná a divoká živá kapela.
Jejich chování, stejně jako jejich hudba, jim přineslo celostátní pozornost. Dne 1. prosince 1976 se členové Sex Pistols a Bromley Contingent dočkali vlny publicity poté, co nadávali během večerního pořadu Today na Thames Television. Dostali se tam na neplánovaně jako náhrada za Queen, také kapelu od EMI. Kapela a její doprovod v šatně před vystoupením zkonzumovala velké množství alkoholu. Při rozhovoru (záznam), Rotten použil slovo „shit“ a moderátor Bill Grundy, který byl také opilý, otevřeně flirtoval s Siouxsie Sioux („Uvidíme se potom, že jo?“). To vyprovokovalo Jonese, který nazval Grundyho „starým dědkem“. Grundy odpověděl, že kapela „řekla něco skandálního“, na což mu Jones odvětil: „ty hnusný zmrde … jaký zkurvený mizera“..
Ačkoliv byl pořad vysílán pouze v Londýně, následující poprask okupoval bulvární deníky několik dní. Daily Mirror použil titulek „Filth and Fury“ (tj. „Děs a běs“) a Daily Express titulek „Punk? Call it Filthy Lucre“ (tj. „Punk? Říkejte tomu mrzké peníze“); oba titulky Rotten použil pro názvy projektů Sex Pistols o mnoho let později. Thames Television odvolala Grundyho a ačkoliv se později vrátil, interview prakticky ukončilo jeho kariéru.
Díky tomuto incidentu se kapele dostalo mnoho publicity a punk se tak dostal do pozornosti veřejnosti. „Anarchy tour“ po Velké Británii brzy následovalo, přestože se dočkalo nepřátelských reakcí ze strany novinářů a některé koncerty byly zrušeny místními úřady. Londýnský radní Bernard Brook Partridge během televizního interview tehdy prohlásil: „Sex Pistols by skvěle vylepšila náhlá smrt… Chtěl bych vidět někoho, kdo by vykopal velkou díru a pohřbil by je do ní“.
Po skončení turné v prosinci 1976 zařídila EMI několik koncertů na leden 1977 v Paradisu v Amsterdamu. Předtím, než na londýnském letišti Heathrow členové kapely nastoupili do letadla, navzájem se bili a uráželi personál. „Jedna svědkyně tvrdila, že Sex Pistols dělali něco tak hnusného, že to nemůže ani popsat… obecně se věří, že Jones zvracel na staré dámy v odletové hale,“ napsal magazín Rolling Stone. EMI o dva dny později smlouvu s kapelou vypověděla. "Nerozumím tomu", tvrdil celou dobu Rotten. "Jediné, o co jsme se snažili, bylo vše zničit."

### Sid Vicious přichází

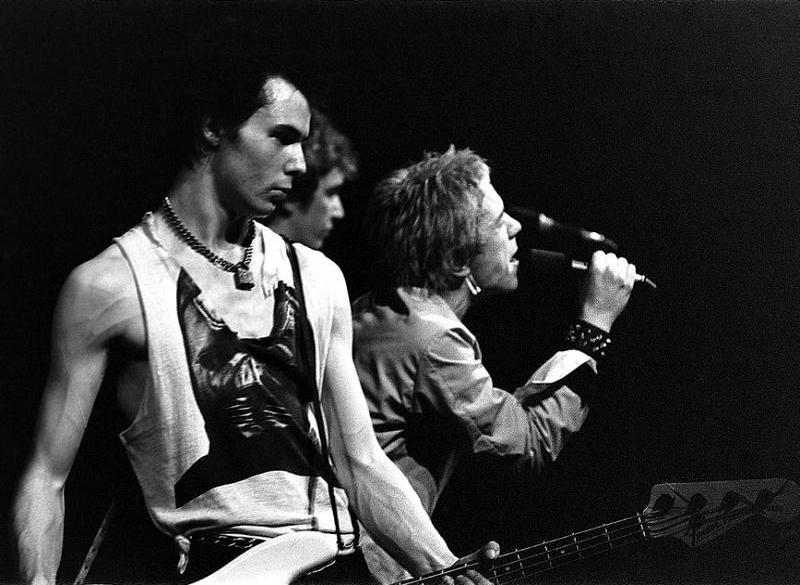
Sid Vicious a Sex Pistols

Vystoupení v Paradisu měla být pro Matlocka poslední a v únoru 1977 se s kapelou rozešel. Podle populární legendy důvodem bylo, že „měl rád Beatles“, ale Steve Jones později tvrdil, že opravdovým důvodem bylo to, že si Matlock s ostatními členy kapely prostě nesedl a „vždy si myl nohy“. Matlock nyní tvrdí, že z kapely odešel dobrovolně, především kvůli zhoršujícím se vztahům s Rottenem.
Matlocka nahradil Rottenův kamarád Sid Vicious (vlastním jménem John Simon Ritchie), který sám sebe označoval za „největšího fanouška Sex Pistols“ a dříve hrál v The Flowers of Romance. McLaren jej jako člena přijal, především pro jeho vzhled a „punkové postoje“ a to i přes jeho omezené hudební schopnosti. McLaren prohlásil: „Když se Sid přidal, neuměl hrát na kytaru, ale jeho šílenství se hodilo do struktury kapely. Byl rytířem v zářivé zbroji s obrovskou pěstí." Rotten později dodal: „První zkoušky se Sidem byly pekelné. Všichni souhlasili, že na to měl vzhled. Sid se opravdu tvrdě snažil… ale ten kluk na kytaru hrát neuměl.“
Marco Pirroni: „Poté už to s hudbou nemělo nic společného. Bylo to jen o senzacechtivosti a skandálech. Stalo se to příběhem Malcolma McLarena…“ Sidův zesilovač býval při koncertech často zeslaben, nebo vypnut a Matlock a Jones nahráli místo Viciouse většinu jeho basových partů na pozdějších studiových nahrávkách kapely.
Členství v Sex Pistols mělo na Viciouse destruktivní dopady. Rotten vypozoroval: „Až do té doby byl Sid naprosto dětinský. Všechno bylo hihňavé a legrační. Najednou z něho byla obrovská hvězda. Postavení hvězdy znamená tlak, možnost být spatřen úplně všude, obdiv. Jen tohle pro Sida něco znamenalo.“ Vicious pokračoval v rozvíjení své nechvalně známé osobnosti. Na začátku roku 1977 potkal Nancy Spungen, narkomanku a občasnou prostitutku s mnoha emocionálními problémy. Spungen je většinou označována za člověka, který přivedl Viciouse k heroinu a vztah mezi nimi vedl k tomu, že se odcizil členům kapely. Rotten tvrdí: „Udělali jsme vše, abychom jej Nancy zbavili. Ona ho zabíjela. Byl jsem naprosto přesvědčen, že ta holka byla na pomalé sebevražedné misi. Nechtěla ale odejít sama. Chtěla si s sebou vzít Sida. Byla naprosto zkažená a zlá.“ Sid Vicious s kapelou poprvé vystoupil na Screen on the Green v Londýně 3. dubna 1977.

### God Save the Queen

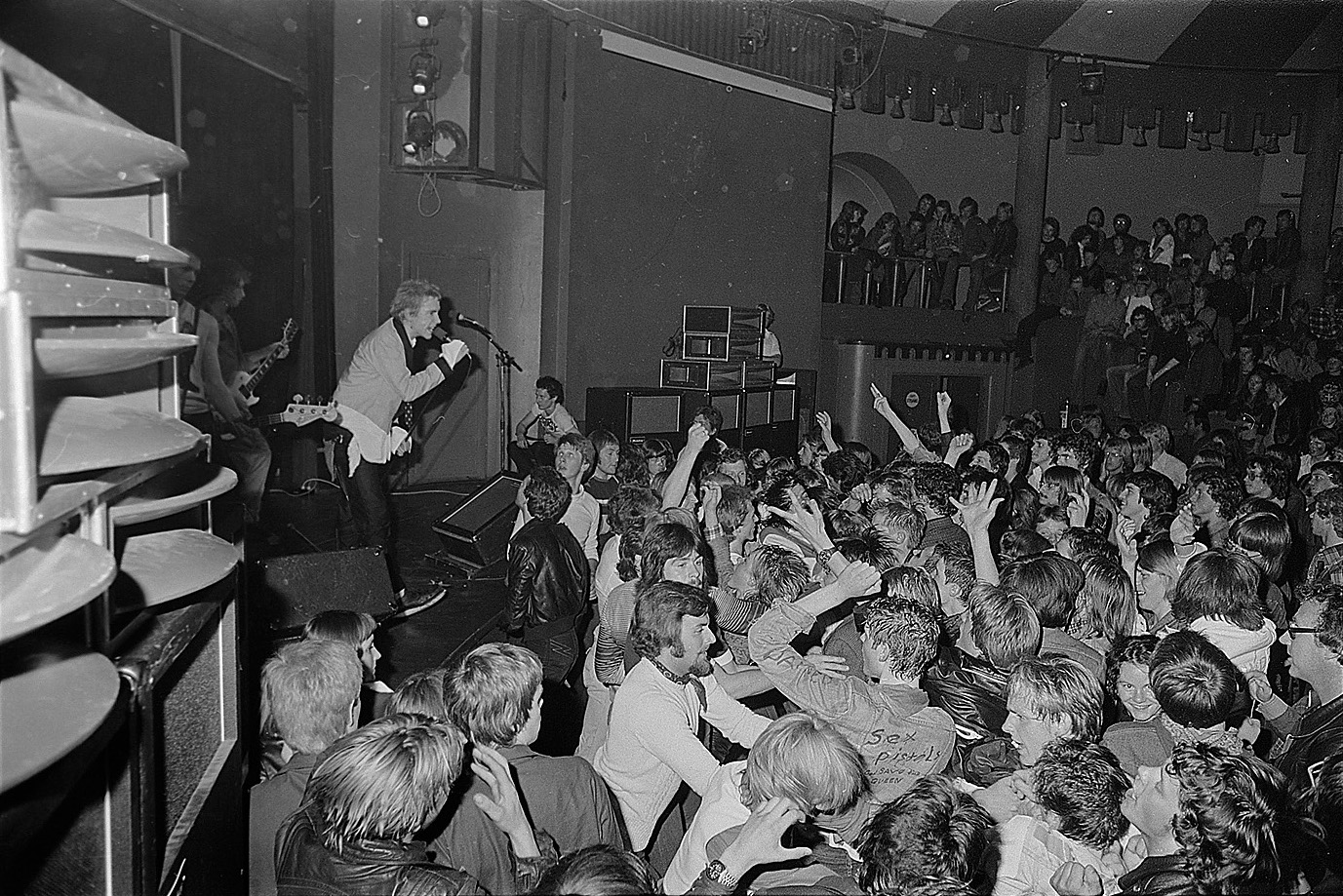
The Sex Pistols (Sid Vicious vlevo, Steve Jones uprostřed a Johnny Rotten vpravo) při vystoupení v Trondheimu v Norsku, červenec 1977

Dne 10. března 1977, při tiskové konferenci před Buckinghamským palácem, podepsali Sex Pistols smlouvu s A&M Records. Později se vrátili do kanceláří A&M, kde uspořádali divokou párty. Sid Vicious zničil kancelář ředitele společnosti a pozvracel jeho stůl. Druhý den ráno byla tato smlouva ukončena. V květnu podepsali Sex Pistols svou třetí a poslední smlouvu, a to s Virgin Records.
Jejich druhý singl, God Save the Queen, vyšel 27. května 1977. Ačkoliv byl většinou chápán jako útok na královnu Alžbětu II., Rotten se později vyjádřil, že píseň nebyla zaměřena proti ní, ale měla kritizovat úctu, které se královská rodina obecně těšila. Píseň vyjadřující neúctu k monarchii vyvolala po zemi široké pobouření. Byla zakázána na BBC, jejíž Radio 1 tehdy dominovalo éteru. Rotten později poznamenal: „Vyhlásili jsme válku celé zemi – ale neúmyslně!“
Během oslav 25 let Alžběty II. na trůně byl singl na prvním místě na žebříčku NME, ale až druhý na oficiálním britském žebříčku. Přesto mnoho lidí spekuluje, že žebříček byl zfalšován a singl byl ve skutečnosti první, ale byl posunut na druhé místo, aby se mu nedostalo nežádoucí pozornosti. Nejméně jedna stanice oznámila, že singl byl první, ale odmítla jej hrát, protože jí bylo řečeno, že by tím mohla narušit státní oslavy.
Sex Pistols oslavy poznamenali, nejen svým singlem, ale také se na pronajaté lodi pokusili zahrát na Temži před budovami Parlamentu. Nakonec pokus skončil tak, že policie loď pronásledovala, přestože jim bylo předem dáno povolení vystoupit. McLaren, členové kapely a mnoho dalších bylo zatčeno poté, co loď zakotvila u břehu.
Násilné útoky na punkery se množily a samotný Rotten byl napaden gangem ozbrojeným noži v Islingtonu u Pegasus pubu a utrpěl zranění dvou šlach. Kvůli útokům bylo turné po Skandinávii, které mělo začít na konci června, odloženo do poloviny července. Následovalo tajné turné po Británii na konci srpna, známé jako SPOTS (Sex Pistols On Tour Secretly), kdy kapela hrála pod pseudonymy, aby se vyhnula zrušení koncertů.

### Never Mind The Bollocks
Album Never Mind the Bollocks, Here's the Sex Pistols bylo nahráno mezi březnem a červnem 1977 ve Wessex Studios na Highbury v Londýně. Produkoval jej Chris Thomas, který předtím spolupracoval s Roxy Music. Na albu hrál na baskytaru Glen Matlock, který se do kapely vrátil jako studiový hudebník, aby nahradil Viciousův nedostatek hudebního talentu. Jones tvrdí: „Sid chtěl přijít a hrát na albu a my jsme se jej snažili udržet co nejdále od studia. Měl tehdy žloutenku.“ Ačkoliv Vicious jednou opravdu nahrával, jeho party byly později znovu nahrány Jonesem. Jones vzpomíná: „Prostě jsme ho to nechali udělat, že jo? Když odešel, tak jsem to přehrál, zatímco Sidova část byla ztlumena. Myslím, že na nahrávce je to slyšitelné jen stěží.“
Never Mind the Bollocks vyšlo 28. října 1977 a dočkalo se rozporuplných reakcí. Rolling Stone jej hodnotil pozitivně, zvuk byl podle něj jako „srážka dvou vlaků metra pod 40 stopami bahna, oběti křičí“, a chválil kapelu za hraní „s energií a přesvědčením, že je pozitivně výjimečná ve své šílenosti a vzrušení“. Někteří kritici byli přesto zklamáni, a to tím, že album obsahovalo všechny čtyři dříve vydané singly a považovali jej za faktické „best of“ album. V posledních letech začalo být album uznáváno jako jedno z nejvlivnějších alb posledních 40 let a bylo označeno za „jednu z nejlepších a nejinspirativnějších rockových nahrávek všech dob“.
Název alba působil kapele další potíže. Boots, W.H. Smith a Woolworth odmítly album prodávat a konzervativní člen Parlamentu ho odsoudil jako „symptom úpadku společnosti“ a Asociace nezávislých televizních společností odmítla vysílat reklamy propagující album. V Nottinghamu bylo hudebnímu obchodu vyhrožováno soudním řízením za zobrazování „nepatřičného tištěného materiálu“. Kauza se ale obrátila, když právník John Mortimer získal svědectví expertů, kteří dosvědčili, že slovo bollocks je standardní staroanglické slovo, které původně označovalo kněze. Ačkoliv slovo v populárním slangu znamená varlata, v názvu alba znamená „nesmysl“. S názvem neúmyslně přišel Steve Jones, který v reakci na hašteření ohledně názvu alba vykřikl: „Ou, ty nesmysly mi vůbec nevadí!“
Poslední vystoupení Sex Pistols v Británii se odehrálo v Ivanhoe's v Huddersfieldu na Štědrý den 1977, kde kapela odehrála odpolední a večerní představení na podporu rodin stávkujících hasičů. Místo vystoupení bylo oznámeno krátce před začátkem, což byla u kapely obvyklá taktika, jak se vyhnout pozornosti, která by mohla vyústit ve zrušení koncertu.

### Turné po Spojených státech a konec kapely
V lednu 1978 vyrazila kapela na turné po Spojených státech. Ačkoliv bylo plánováno už na prosinec 1977, zdrželo se, protože americké úřady nechtěly členům kapely vydat víza kvůli jejich kriminálním záznamům. Ačkoliv bylo turné vysoce očekáváno médii a fanoušky, poznamenaly jej vnitřní spory, špatné plánování a nepřátelsky naladění návštěvníci. Během dvoutýdenního turné byl Vicious silně závislý na heroinu a začal žít přesně podle svého pseudonymu. Jak řekl Rotten: „Sid měl konečně publikum lidí, kteří by se chovali šokujícím a hrůzným způsobem. Sida jednoduše vedl jeho nos.“
Během koncertu v San Antoniu v Texasu, nazval Vicious diváky „partou buzerantů“ a poté udeřil fanouška do hlavy svou baskytarou. V Baton Rouge se dočkal simulovaného orálního sexu prováděného jednou fanynkou, o které později pronesl: „Takový typ holek mám rád.“ Vicious trpěl abstinenčními příznaky a při koncertě v Dallasu se objevil na pódiu a se slovy „dejte mi dávku“ se řízl do hrudi a krví postříkal ženu, která vylezla na pódium a udeřila ho do tváře. Později byl převezen do nemocnice, kde se měl zotavovat ze svých zranění. Jeho chování mimo pódium bylo ubohé. Napadl fotografku, ochranku a dokonce byl zbit podrážděným bodyguardem, který jej měl chránit.
Rotten, který tehdy trpěl chřipkou a vykašlával krev, se cítil stále více izolovaný od Cooka a Jonese a znechucený Viciousem. Při posledním koncertě ve Winterlandu v San Franciscu 14. ledna 1978, rozčarovaný Rotten skočil přídavkem, písní „No Fun“ od The Stooges. S úšklebkem vykřikl: „Tohle vůbec není sranda“, čímž jasně vyjádřil své pocity ohledně koncertu, kapely a diváků. Po vystoupení se Rotten zeptal diváků: „Cítili jste se někdy podváděni?“ Poté odhodil mikrofon a odešel z pódia. Později to komentoval: „Nesnášel jsem ten scénář. Byla to fraška. Sid byl naprosto mimo, prostě ztráta místa. Malcolm se se mnou nebavil. Potom obrátil a řekl Paulovi a Stevovi, že veškeré napětí byla moje chyba, protože bych s ničím nesouhlasil. Bylo to velice trpké a matoucí.“
Dne 17. ledna 1978 oznámil Rotten svůj odchod z kapely. Vicious odjel do New Yorku a McLaren, Cook a Jones odjeli do Rio de Janeira na dovolenou. Rotten zůstal v Americe bez peněz a bez letenky. Později řekl: „Sex Pistols mě opustili, nechali mě trčet v LA bez letenky, bez peněz, bez ubytování a se zprávou, že pokud někdo bude volat do Warner Bros a tvrdit, že je Johnny Rotten, tak lže. Tak jsem skončil s Malcolmem – ale ne se zbytkem kapely. Vždy je budu mít rád.“ Nakonec zavolal Richardu Bransonovi, šéfovi Virgin Records, který mu zaplatil letenku zpět do Londýna.

### Po Sex Pistols

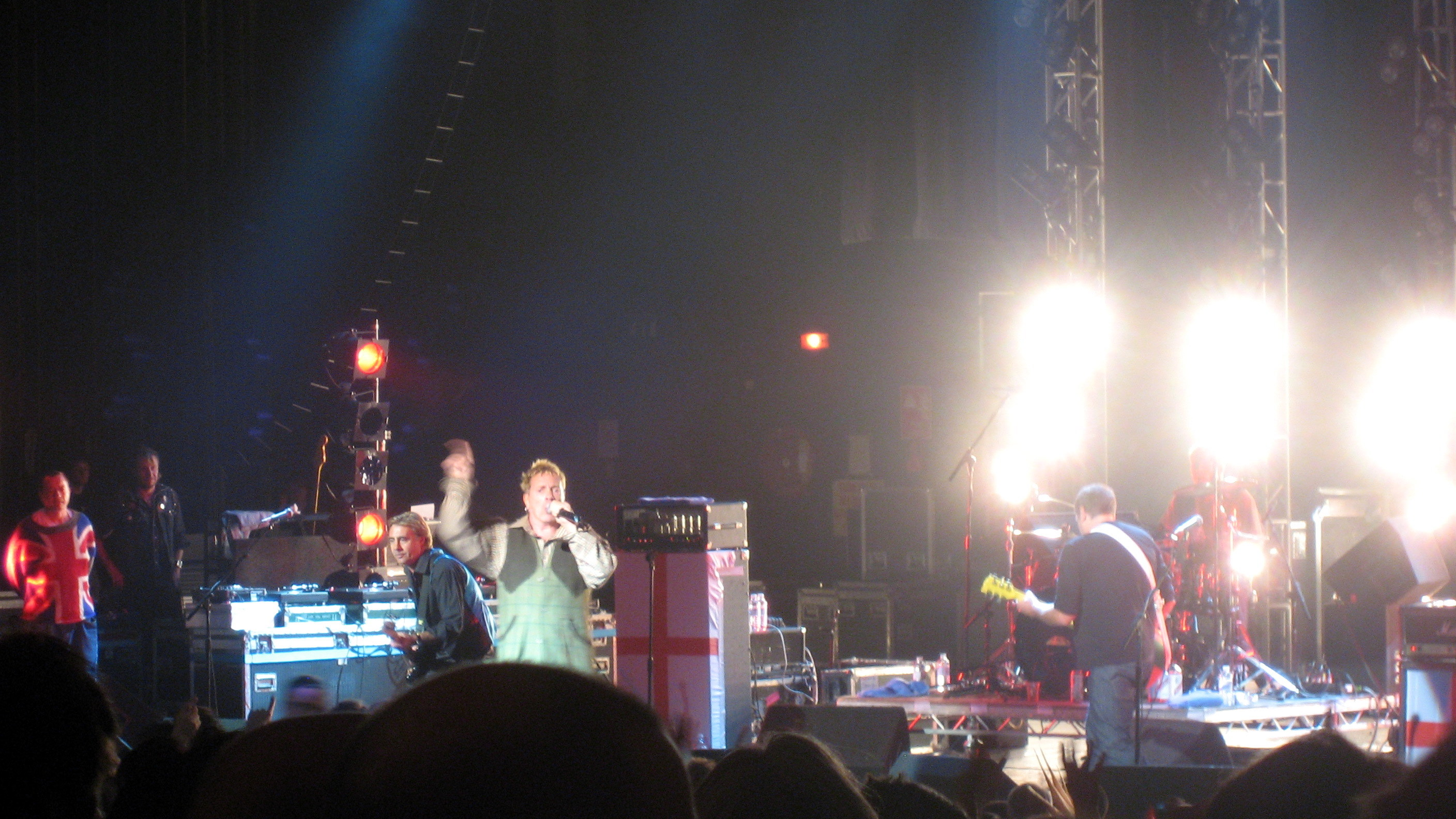
Sex Pistols během vystoupení v Londýně v listopadu 2007

Po odchodu z kapely si Johnny Rotten změnil příjmení zpět na Lydon a založil Public Image Ltd, kde s ním hráli bývalý člen The Clash Keith Levene a kamarád ze školy Jah Wobble. Kapela se dostala do první desítky britského žebříčku se svým debutovým singlem „Public Image“ v roce 1978 a v roce 1979 nahrála album Metal Box. V roce 1978 zahájil Rotten proti McLarenovi a jeho společnosti Glitterbest právní kroky kvůli nezaplaceným honorářům, používání jeho jména, nevýhodným smluvním podmínkám a škodám za „všechny kriminální činy, které se odehrály“.
Vicious se přestěhoval do New Yorku a začal vystupovat sólově, přičemž Nancy Spungen mu dělala manažerku. V roce 1979 bylo vydáno živé album Sid Sings, kde jej doprovázeli Arthur Kane a Jerry Nolan z New York Dolls. Dne 12. října 1978 byla Spungen nalezena mrtvá v pokoji v Chelsea Hotel, kde žila s Viciousem. Měla bodnou ránu v břiše a byla oblečena pouze ve spodním prádle. Policie na místě zajistila drogy a Vicious byl zatčen pro podezření z vraždy. V té době prohlásil McLaren: „Nevěřím, že by v tom byl namočený. Sid si měl Nancy v New Yorku vzít. Byl jí velice blízký a měl s ní docela vášnivý vztah.“ Vicious zemřel o pět měsíců později, 2. února 1979, na předávkování heroinem po párty k jeho propuštění z vězení na kauci. Bylo mu 21. O vztahu Viciouse a Spungen byl v roce 1986 natočen film Sid and Nancy, který režíroval Alex Cox. Rotten film hodnotil kriticky, ať už šlo o ztvárnění hlavních postav nebo o spekulaci, že Vicious a Spungen chtěli spáchat společnou sebevraždu.
McLaren chtěl o Sex Pistols natočit film. V roce 1977 najal Russe Meyera, aby jej natočil podle scénáře Who Killed Bambi?, který napsal s Rogerem Ebertem. Natáčení ale skončilo po dni a půl, kdy herci a štáb odešli na protest proti nevyplacení peněz McLarenem. Druhý pokus se odehrál v polovině roku 1978 s filmem The Great Rock 'n' Roll Swindle, který režíroval Julien Temple a hráli v něm Cook a Jones. Film byl natočen z McLarenova pohledu na historii kapely a tvrdil, že manipuloval a kontroloval kapelu od úplného začátku. Na soundracku se podílel Jones a také Vicious s Cookem. Dalšími, kteří na albu zpívali, byli Edward Tudor-Pole a Ronnie Biggs.
Cook s Jonesem vystupovali při různých koncertech jako hosté a působili jako studioví hudebníci a později založili kapelu The Professionals. Cook v současnosti hraje v kapele Man-Raze. Matlock se zúčastnil několika hudebních projektů, například The Rich Kids. McLaren dělal manažera Adam & the Ants a Bow Wow Wow a v polovině 80. let vydal několik hitů jako sólový umělec.
V lednu 1986, po soudním sporu, získali čtyři zbývající členové Sex Pistols a pozůstalí po Viciousovi kontrolu nad odkazem skupiny, který zahrnoval autorská práva, nahrávky, filmové záznamy a právo k užívání názvu „Sex Pistols“. Díky tomuto mohl vzniknout v roce 2000 film Julien Temple The Filth and the Fury, vyprávějící příběh Sex Pistols z pohledu členů, čímž se lišil od The Great Rock 'n' Roll Swindle, který zobrazoval McLarenův pohled na historii kapely.
Zbývající členové kapely se znovu spojili v roce 1996, kdy vyjeli na půlroční „Filthy Lucre World Tour“, při které vystoupili v Evropě, Americe, Austrálii a Japonsku. V roce 2003 koncertovali po tři týdny v Severní Americe při své „Piss Off Tour“.
V listopadu 2005 byli Sex Pistols uvedeni do Rock and Roll Hall of Fame, přičemž členové tuto poctu odmítli s tím, že si má síň slávy „políbit“. Jones to komentoval následovně: „Jakmile chcete být v muzeu, je to konec Rock & Rollu. Nevolí tam fanoušci, ale lidé, kteří už tam jsou.“
Dne 9. března 2006 prodala kapela práva k písním ze svého katalogu Universal Music Group. Tento obchod byl kritizován jako „výprodej“.

## Vliv a kulturní odkaz

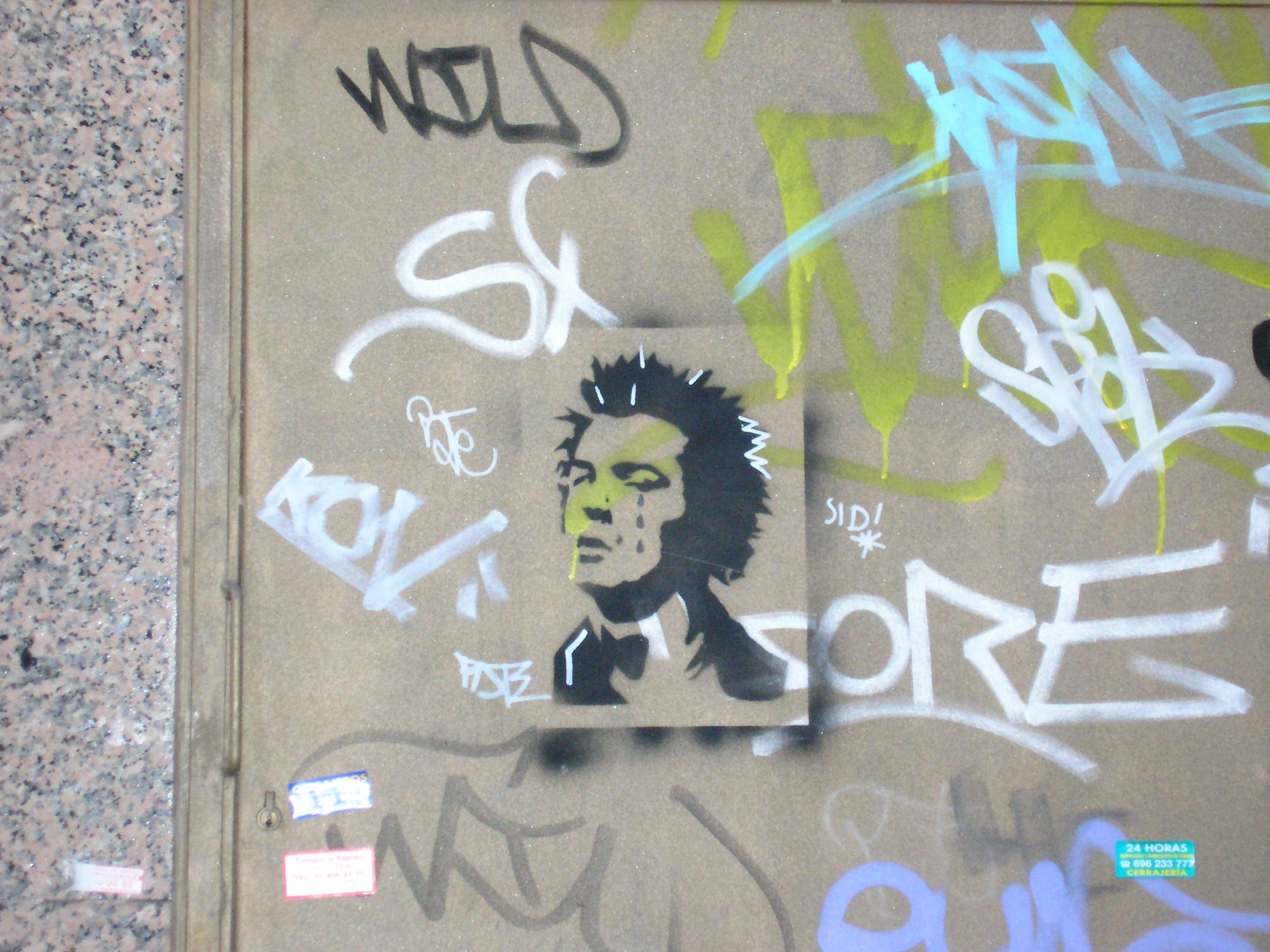
Obrázek Sida Viciouse v Madridu

Časopis Rolling Stone prohlásil, že kapela, „v odpovědi na hvězdné okrasy a samolibost“ rockové hudby poloviny 70. let, „rozpoutala a ztělesňovala jeden z mála opravdu kritických okamžiků v historii populární hudby – vzestupu punku“. Ačkoliv nebyli první punkovou kapelou, jejich Never Mind the Bollocks, Here's the Sex Pistols je jedinečným úkazem jak v punkové, tak i v populární hudbě obecně. Je pravidelně uváděno na seznamu nejlepších alb všech dob: V roce jej časopis Q zařadil na 27. místo v žebříčku „100 Greatest Albums Ever“ a Rolling Stone jej v roce 1987 zařadil na druhé místo v žebříčku „Top 100 Albums of the Last 20 Years“.
Jejich živá vystoupení byla taktéž velice vlivná. Významná show se odehrála na začátku jejich kariéry 4. června 1976, když vystoupili pro skupinu 42 lidí v Lesser Free Trade Hall v Manchesteru. Koncert byl jednou z nejdůležitějších a nejzmýtizovanějších událostí v historii rocku. Mezi diváky byli lidé, kteří později založili kapely, nebo jinak zpopularizovali vznikající punkové hnutí, například Buzzcocks (kteří koncert zorganizovali), Bernard Sumner, Ian Curtis a Peter Hook (později členové Joy Division), Morrissey (později člen The Smiths) a Mick Hucknall (později člen Simply Red).
Sex Pistols jsou také připomínáni pro svou přímou komunikaci s místním publikem. Rotten tvrdí: „Pokud jsme měli cíl, tak to bylo protlačení našich názorů, názorů dělnické třídy, do mainstreamu, kde tehdy nebyly slyšet.“ Zdali byl jejich anti-establishmentový postoj spontánní nebo uměle vytvořený, je sporné. Jeden kritik poznamenal, že „zdeptaná duše anglické společnosti“ stačila k tomu, aby vznikly kapely jako Sex Pistols a Rottenova „prudká inteligence a ohromující charisma na pódiu“ byly důležitými katalyzátory, ale nakonec zmiňuje McLarenovy manipulace jako opravdovou sílu, která byla za kapelou.
Mnoho kapel bylo Sex Pistols inspirováno, například The Clash, Siouxsie and the Banshees, Nirvana, Oasis, The Fall, Green Day a Guns N' Roses.
V roce 1997 pojmenovali paleontologové Adrian a Edgecombe skupinu vyhynulých druhů trilobitů po členech kapely: Arcticalymene rotteni, A. viciousi, A. jonesi, A. cooki a A. matlocki.

## Členové kapely

### Členové Sex Pistols
- Johnny Rotten – zpěv (1975–1978, 1996–2008)
- Steve Jones – kytara (1975–1979, 1996–2008, 2024–současnost)
- Paul Cook – bicí (1975–1979, 1996–2008, 2024–současnost)
- Glen Matlock – baskytara (1975–1977, 1996–2008, 2024–současnost)
- Sid Vicious – baskytara (1977–1978; zemřel 1979)

### Po Sex Pistols
Na albu The Great Rock 'n' Roll Swindle zpívali:
- Ronnie Biggs – zpěv písní „No One Is Innocent“ and „Belsen Was A Gas“ (1978)
- Malcolm McLaren, manažer – zpěv písně „You Need Hands“ (1979)
- Edward Tudor-Pole – zpěv písní „The Great Rock 'n' Roll Swindle“, „Rock Around the Clock“, and „Who Killed Bambi?“ (1979)

## Diskografie

### Studiové album
- Never Mind the Bollocks, Here's the Sex Pistols (28. října 1977) # 1 UK, # 106 US

### Alba
- The Great Rock 'n' Roll Swindle (26. února 1979) # 7 UK
- Some Product: Carri on Sex Pistols (interview and zprávy z rádia) (27. července 1979) # 6 UK
- Flogging a Dead Horse (kompilace) (16. února 1980) # 23 UK
- Kiss This: The Best Of (10. října 1992) # 10 UK
- Filthy Lucre Live (24. června 1996) # 26 UK
- Jubilee: The Best Of (27. května 2002) # 29 UK
- Sex Pistols Box Set (2. června 2002)
- Raw and Live (16. února 2004)

### Singly
- z „Never Mind the Bollocks, Here's the Sex Pistols“
  - 26. listopadu 1976 – „Anarchy in the U.K.“ # 38 UK
  - 27. května 1977 – „God Save the Queen“ # 2 UK
  - 2. července 1977 – „Pretty Vacant“ # 6 UK, # 93 US
  - 15. října 1977 – „Holidays in the Sun“ # 8 UK
- z „The Great Rock 'n' Roll Swindle“
  - 30. června 1978 – „No One Is Innocent“ # 6 UK
  - 9. února 1979 – „Something Else“ # 3 UK
  - 30. března 1979 – „Silly Thing“ # 6 UK
  - 22. června 1979 – „C'mon Everybody“ # 3 UK
  - 18. října 1979 – „The Great Rock 'n' Roll Swindle“ # 21 UK
  - 4. června 1980 – „(I'm Not Your) Stepping Stone“ # 21 UK
- z „Kiss This: The Best Of“
  - Říjen 1992 – „Anarchy in the U.K.“ (re-issue) # 33 UK
- z „Filthy Lucre Live“
  - Červen 1996 – „Pretty Vacant“ (live) # 18 UK
- z „Jubilee: The Best Of“
  - 27. května 2002 – „God Save the Queen“ (znovuvydáno) # 15 UK

### Filmy
- Sex Pistols Number One (Julien Temple, 1976) (krátká nahrávka prvních vystoupení)
- The Great Rock 'n' Roll Swindle (Julien Temple, 1979) (McLarenova verze příběhu Sex Pistols)
- The Punk Rock Movie (Don Letts, 1979) (soudobý nezávislý dokument)
- DOA (Lech Kowalski, 1981) (obsahuje nahrávky z turné po Spojených státech v roce 1978)
- Sid and Nancy (Alex Cox, 1986).
- Sid's Gang (Andrew Mcleigh, 1999).
- The Filth and the Fury (Julien Temple, 2000) (Události podle Sex Pistols)
- 24 Hour Party People (Michael Winterbottom, 2002)
- Blood on the Turntable: The Sex Pistols (Steve Crabtree, 2004) (dokument BBC)

#### Oficiální
- God Save The Sex Pistols
- John Lydon Official Site
- The Filth And The Fury
- Photographs by Bob Gruen

#### Neoficiální
- Interview with John Lydon (YouTube)